# Свети-Юр
Све́ти-Юр  (словац. Svätý Jur, нем. Sankt Georgen, венг. Szentgyörgy) — винодельческий городок в западной Словакии.
Население — около 5,7 тысяч человек.

## География
Свети-Юр расположен у подножья Малых Карпат. 

## Название
Название переводится как «Святой Георгий». Устаревшее произношение — «Святы Юр».

## История
Свети-Юр возник как великоморавская крепость.
Впервые официально упоминается только в 1209году, когда Свети-Юр стал городом. В 1241 году Свети-Юр сожгли татары, в 1271 и 1273 годах — чешский король Пржемысл Оттокар II.
В конце XIII века в Свети-Юр переселяется множество немецких колонистов. В 1434 году город сжигают гуситы. В 1647 году король окончательно даёт права свободного королевского города Свети-Юру. В 1633 году на город нападают турки.
В XIX веке Свети-Юр входит в полосу экономической депрессии, вызванную импортом дешёвых вин. Это сыграло важную роль в консервации города, сохранившего свой средневековый характер.

## Население
| Год:                | 1994 | 2004    | 2014     | 2024    |
| ------------------- | ---- | ------- | -------- | ------- |
| Количество человек: | 4529 | 4799    | 5500     | 6010    |
| Разница:            |      | +5,96 % | +14,60 % | +9,27 % |

## Достопримечательности
- Костёл св. Георгия,
- Лютеранская кирха,
- Монастырь пиаристов,
- Замок
- Развалины крепости Бьели-Камень.